# Manoir de La Côte
A Manoir de La Côte é uma mansão histórica em Reugny, Indre-et-Loire, Centre-Val de Loire, na França.

## História
Foi construída na segunda metade do século XV e no século XVI. Ela foi projectada no estilo arquitectónico renascentista. A capela foi construída no século XVI e o pombal no século XVIII.
Está listado como monumento histórico oficial pelo Ministério da Cultura da França desde 1989.